# Sinclair Magnum Light Phaser

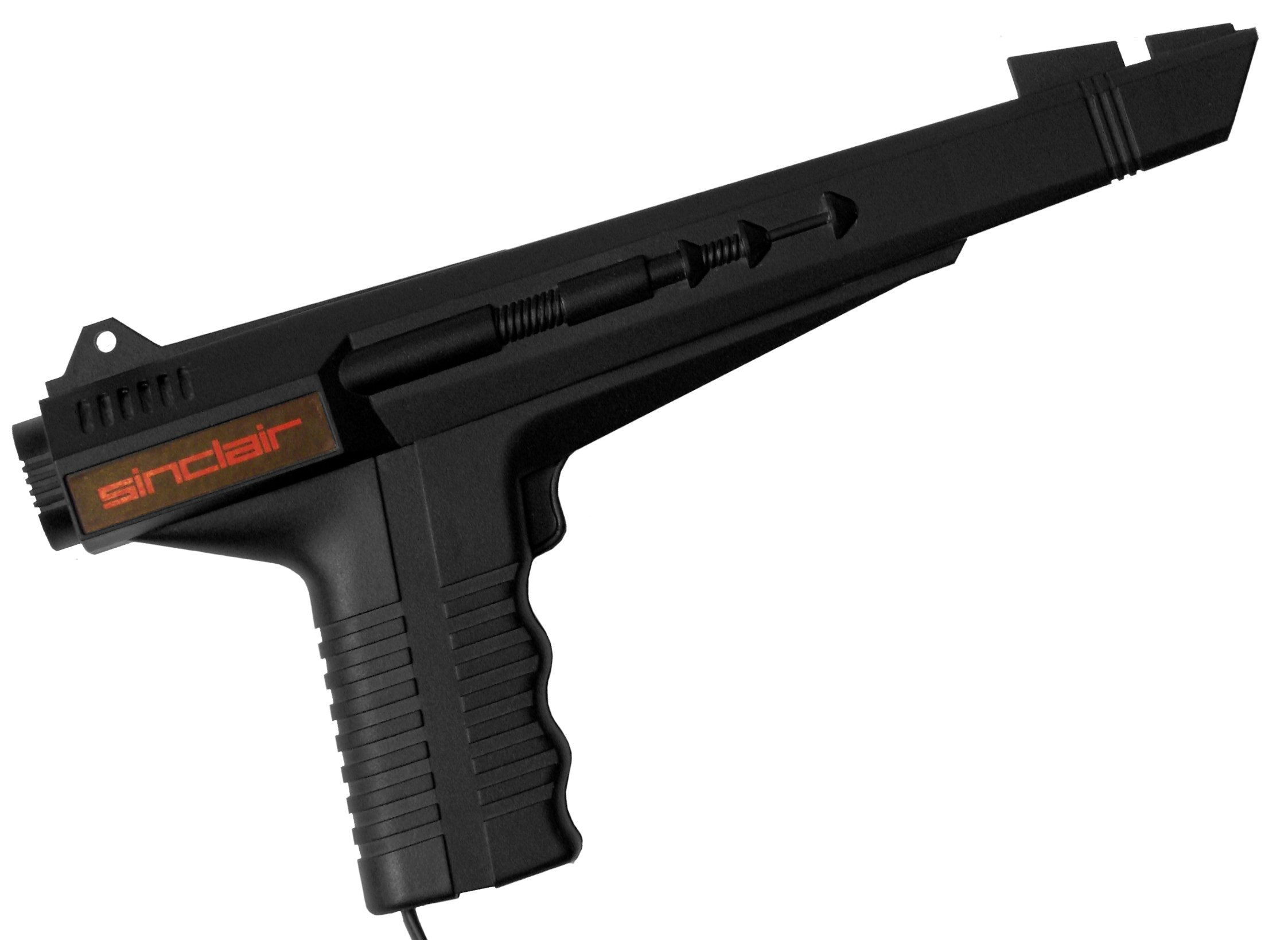
Sinclair Magnum Light Phaser

Sinclair Magnum Light Phaser je světelná pistole k počítačům Sinclair ZX Spectrum vyráběná společností Amstrad. Existuje i ve verzi pro počítače Commodore 64. Stejná pistole byla vyráběna také jako Amstrad Magnum Light Phaser.
Světelná pistole byla součástí několika speciálních balení počítačů Sinclair ZX Spectrum, jako nař. ZX Spectrum +2 Action Pack, ZX Spectrum +3 Action Pack nebo James Bond 007 Action Pack. Byla také prodávána samostatně, kdy s ní byly dodávány hry:
- Missile Ground Zero (Software Creations),
- Solar Invasion (Mastertronic Ltd),
- Operation Wolf (Ocean Software Ltd),
- Rookie (Mastertronic Ltd),
- Robot Attack (Mastertronic Ltd),
- Bullseye (Macsen Software).

## Technické informace
Světelná pistole je připojována do konektoru Keypad počítačů ZX Spectrum 128/+2 (AUX u počítačů +2A/+3). Stav světelné pistole je tak možné číst na portu 65533/FFFD prostřednictvím registru R14 hudebního čipu AY-3-8912.
Ve verzi pro počítače ZX Spectrum 48 se pistole připojuje místo magnetofonu.